# Bundesstraße 285
Die Bundesstraße 285 (Abkürzung: B 285) ist eine deutsche Bundesstraße in Thüringen und Bayern. Sie beginnt in Bad Salzungen im Wartburgkreis in Westthüringen und führt über den Salzunger Berg ins Tal der Felda, der sie bis zur Quelle folgt. Anschließend überquert sie die Landesgrenze zu Bayern und verläuft durch das Tal der Streu bis in die Nähe der unterfränkischen Stadt Mellrichstadt, wo sie nach deren Umfahrung an der Bundesautobahn 71 endet. Die B 285 dient überwiegend dem lokalen Verkehr der östlichen Rhön und weist aufgrund ihrer Lage abseits größere Städte nur eine geringe Verkehrsdichte auf.

## Verlauf
Die B 285 zweigt an der Kreuzung Langenfelder Straße am Südrand der Stadt Bad Salzungen von der Bundesstraße 62 ab. Nach Durchqueren des Stadtteils Langenfeld und eines Waldgebietes erreicht die Straße den Ort Urnshausen. Nördlich von Dermbach wird das Feldatal erreicht, in dem sie durch Kaltennordheim verläuft. Nach Überquerung der thüringisch-bayerischen Landesgrenze südlich von Melpers erreicht sie nach ca. 25 km Mellrichstadt, die drittgrößte Stadt des Landkreises Rhön-Grabfeld.
In Thüringen ist die B 285 Teil der Deutschen Alleenstraße. Parallel zur Bundesstraße verläuft zwischen Dorndorf und Kaltennordheim die Trasse der ehemaligen Feldabahn, die heute in Teilen als Radweg touristisch genutzt wird.

## Änderungen
Bis 2005 begann die B 285 an der Werrabrücke von Dorndorf und führte durch das untere Feldatal über Dietlas, Stadtlengsfeld und Weilar nach Dermbach. Mit der Freigabe der südlichen Umgehungsstraße für Bad Salzungen im Zuge der Bundesstraße 62 wurde das Verkehrsnetz im Jahr 2005 in den heutigen Verlauf geändert. Vor Dermbach trifft die B 285 bei Hartschwinden auf die ursprüngliche Trasse, die zwischen Dorndorf und Hartschwinden zur Landesstraße abgestuft wurde.
Ebenfalls bis 2005 endete die B 285 nahezu direkt an der Mellrichstädter Innenstadt. Im Zuge der Verkehrsfreigabe der BAB 71 wurde die Umgehung von Mellrichstadt zur B 285 erhoben und die Bundesstraße endet heute an der Anschlussstelle Mellrichstadt.

## Unfallschwerpunkt
In einigen Bereichen im Wartburgkreis gilt die Bundesstraße 285 als Unfallschwerpunkt. Zwischen 1991 und 2012 gab es auf der B 285 allein im Wartburgkreis 60 tödliche Unfälle, damit ist sie Spitzenreiter im Gebiet der Polizeiinspektion Bad Salzungen.